# Dale Strong
Pour les articles homonymes, voir Strong.
Dale Strong, né le 8 mai 1970 à Monrovia (Alabama), est un homme politique américain.
Membre du parti républicain, il est élu représentant des États-Unis dans le cinquième district congressionnel de l'Alabama lors des élections législatives de 2022.